# Nacho Fernández
José Ignacio Fernández Iglesias (n. 18 ianuarie 1990, Alcalá de Henares, Spania), cunoscut simplu ca Nacho (pronunție în spaniolă [ˈnatʃo]), este un fotbalist spaniol, care joacă pe post de fundaș lateral la Al-Qadsiah FC în Prima Divizie Saudită. Pe plan internațional, are prezențe la națională pentru Spania U-16⁠(d), Spania U17⁠(d), Spania U-19⁠(d), Spania U-21 și Spania.

## Palmares

### Club
Real Madrid
- La Liga (4): 2011–12, 2016–17, 2021–22, 2023–24
- Supercopa de España: 2012, 2017, 2020, 2022, 2024
- Copa del Rey: 2013–14, 2022–23
- Liga Campionilor UEFA (6): 2013–2014, 2015-2016, 2016-2017, 2017–18, 2021–22, 2023–24
- Supercupa Europei (3): 2016, 2017, 2022
- FIFA Club World Cup (5): 2014, 2016, 2017, 2018, 2022

Real Madrid Castilla
- Segunda División B: 2011–12

### Internațional
Spania U21
- Campionatul European de Fotbal U-21: 2013

Spania U17
- Campionatul European de Fotbal U-17: 2007
- Campionatul Mondial de Fotbal U-17:

Finalist: 2007

## Statistici de club
La meciul jucat pe 1 iunie 2024.
| Club                 | Sezon            | Campionat          | Campionat | Campionat | Cupă    | Cupă   | Europa  | Europa | Alte competiții | Alte competiții | Total   | Total  |
| Club                 | Sezon            | Divizie            | Meciuri   | Goluri    | Meciuri | Goluri | Meciuri | Goluri | Meciuri         | Goluri          | Meciuri | Goluri |
| -------------------- | ---------------- | ------------------ | --------- | --------- | ------- | ------ | ------- | ------ | --------------- | --------------- | ------- | ------ |
| Real Madrid Castilla | 2008–09          | Segunda División B | 2         | 0         | —       | —      | —       | —      | —               | —               | 2       | 0      |
| Real Madrid Castilla | 2009–10          | Segunda División B | 21        | 1         | —       | —      | —       | —      | —               | —               | 21      | 1      |
| Real Madrid Castilla | 2010–11          | Segunda División B | 30        | 0         | —       | —      | —       | —      | 2               | 0               | 32      | 0      |
| Real Madrid Castilla | 2011–12          | Segunda División B | 33        | 3         | —       | —      | —       | —      | 4               | 0               | 37      | 3      |
| Real Madrid Castilla | 2012–13          | Segunda División   | 19        | 0         | —       | —      | —       | —      | —               | —               | 19      | 0      |
| Real Madrid Castilla | Total            | Total              | 105       | 4         | —       | —      | —       | —      | 6               | 0               | 111     | 4      |
| Real Madrid          | 2010–11          | La Liga            | 2         | 0         | 0       | 0      | 0       | 0      | —               | —               | 2       | 0      |
| Real Madrid          | 2011–12          | La Liga            | 0         | 0         | 1       | 0      | 0       | 0      | 0               | 0               | 1       | 0      |
| Real Madrid          | 2012–13          | La Liga            | 9         | 0         | 3       | 0      | 1       | 0      | 0               | 0               | 13      | 0      |
| Real Madrid          | 2013–14          | La Liga            | 12        | 0         | 4       | 0      | 3       | 0      | —               | —               | 19      | 0      |
| Real Madrid          | 2014–15          | La Liga            | 14        | 1         | 2       | 0      | 6       | 0      | 0               | 0               | 22      | 1      |
| Real Madrid          | 2015–16          | La Liga            | 16        | 0         | 1       | 0      | 5       | 1      | —               | —               | 22      | 1      |
| Real Madrid          | 2016–17          | La Liga            | 28        | 2         | 5       | 1      | 4       | 0      | 2               | 0               | 39      | 3      |
| Real Madrid          | 2017–18          | La Liga            | 27        | 3         | 6       | 0      | 8       | 1      | 1               | 0               | 42      | 4      |
| Real Madrid          | 2018–19          | La Liga            | 20        | 0         | 5       | 0      | 5       | 0      | 0               | 0               | 30      | 0      |
| Real Madrid          | 2019–20          | La Liga            | 6         | 1         | 3       | 1      | 1       | 0      | 0               | 0               | 10      | 2      |
| Real Madrid          | 2020–21          | La Liga            | 24        | 1         | 0       | 0      | 8       | 0      | 1               | 0               | 33      | 1      |
| Real Madrid          | 2021–22          | La Liga            | 28        | 3         | 3       | 0      | 9       | 0      | 2               | 0               | 42      | 3      |
| Real Madrid          | 2022–23          | La Liga            | 27        | 1         | 5       | 0      | 8       | 0      | 4               | 0               | 44      | 1      |
| Real Madrid          | 2023–24          | La Liga            | 29        | 0         | 2       | 0      | 12      | 0      | 2               | 0               | 45      | 0      |
| Real Madrid          | Total            | Total              | 242       | 12        | 40      | 2      | 70      | 2      | 12              | 0               | 364     | 16     |
| Total în carieră     | Total în carieră | Total în carieră   | 347       | 16        | 40      | 2      | 70      | 2      | 18              | 0               | 475     | 20     |

1. 1 2  Apariții în Segunda División B play-offs
2. 1 2 3 4 5 6 7 8 9 10 11 12  Apariții în Liga Campionilor UEFA
3. 1 2  Apariții în Cupa Mondială a Cluburilor FIFA
4. 1 2 3  Apariții în Supercopa de España
5. ↑  Două apariții în Supercopa de España, două apariții în Cupa Mondială a Cluburilor FIFA